# Corry Evans
Corry John Evans (Belfast, 30 luglio 1990) è un calciatore nordirlandese, centrocampista dell'Oldham Athletic.

## Biografia
Ha un fratello maggiore, Jonny, con cui ha avuto modo di giocare insieme in nazionale.

## Carriera

### Club
Cresciuto a Belfast, Corry cominciò la sua carriera nel Greenisland, squadra in cui ha militato pure suo fratello Jonny Evans ed i suoi compagni delle giovanili del Manchester United, Craig Cathcart e Conor Devlin. Quando il fratello di Corry, Jonny, firmò con il Manchester United, l'intera famiglia si trasferì a Manchester. Fece parte delle giovanili del Manchester United mentre ancora studiava, per poi firmare un contratto da professionista al suo 16º anno di età, diventando subito titolare nella squadra Under-18 del Manchester United. Con la squadra delle riserve debuttò il 31 ottobre 2005, come sostituto di Sam Hewson, in una partita persa per 5-1 contro l'Oldham. Ha poi fatto 19 apparizioni ed ha segnato un gol.
Nella stagione 2008-2009 Corry è il capitano delle riserve, venendo utilizzato come centrocampista centrale.

### Nazionale
Corry ha cominciato la sua carriera internazionale di calcio da studente, giocando nell'Under-16; con essa ha segnato un gol in 3 partite. Nel 2007 ha esordito nell'Under-17, giocando 5 partite in 2 mesi, pareggiandone 2 e perdendone 3. Verso la fine del 2007 debutta nell'Under-19, quindi ha debuttato con l'Under-21 il 19 agosto 2008, venendo sostituito dopo 72 minuti, nella partita persa 1-0 in Polonia. In totale ha fatto 5 presenze senza segnare.
Ha ricevuto la sua prima chiamata in nazionale maggiore dell'Irlanda del Nord il 2 maggio 2009 esordendo il 6 luglio a Pisa in occasione della partita contro l'Italia, persa per 3-0. Segna anche un gol contro la Slovenia nella partita per le qualificazioni agli Europei del 2012.
Viene convocato per gli Europei 2016 in Francia.

## Palmarès

### Club

#### Competizioni nazionali
- Coppa di Lega inglese: 1

Manchester United: 2009-2010
- Community Shield: 1

Manchester United: 2010
- Campionato inglese: 1

Manchester United: 2010-2011